# Априлски тезиси
Априлските тезиси (на руски: Апрельские тезисы) са програмен документ на Ленин за прерастване на буржоазно-демократическата революция в социалистическа.
Това е серия от 10 директиви, огласени след завръщането му в Русия от изгнание в Швейцария през април 1917 г. Тезисите са насочени главно към болшевиките в Русия и към завръщащите се от изгнание. Ленин настоява Съветите да завземат властта (издигайки лозунга „Цялата власт в съветите“), заклеймява либералите и есерите в руското Временно правителство и настоява болшевиките да не си сътрудничат с тях. Априлските тезиси повлияват Юлските дни и Октомврийската революция в следващите месеци и са свързани с ленинизма.

## Предистория
Февруарската революция води до абдикацията на император Николай II, колапса на Руската империя и установяването на република начело с либерално временно правителство начело с Георги Лвов. То е доминирано главно от либерали и умерени социалисти (есери), които искат да извършат политическа реформа, създавайки демокрация с избори на изпълнителна власт и учредително събрание.
В същото време водещите болшевишки дейци не са взели участие във Февруарската революция, защото са или осъдени на заточение, или са емигранти в чужбина. Тези от тях, които са в Петроград, вземат участие в Петроградския съвет на работническите и войнишките депутати наред с меншевиките и есерите и са склонни към сътрудничество с Временното правителство. За разлика от тях Ленин още от самото начало не приема парламентарната република, настоява за незабавен разрив с правителството и активни действия за завземане на властта. Той се опитва да се върне в Русия колкото се може по-бързо. Това е проблем, защото той е изолиран в неутрална Швейцария доколкото Първата световна война продължава да се води в съседните страни. Швейцарският комунист Фриц Платен успява да договори с немското правителство безопасно преминаване на Ленин и неговата група през Германия с така наречения „запечатан влак“. Немското правителство има интерес завръщането на Ленин в Русия да създаде политически вълнения, които да доведат до капитулацията на страната и край на руското участие във войната на страната на Антантата. Така Източният фронт би изчезнал, което би позволило да немските сили да концентрират борбата си срещу Франция, Великобритания и техните съюзници на Западния фронт. (Наистина след Октомврийската революция това се случва с Декрета за мира и Договора от Брест-Литовск)
След като прекосява Германия, Ленин продължава с ферибот до Швеция, а останалата част от пътя през Скандинавия е уредена от шведските комунисти Ото Гримлунд и Туре Нерман. На 16 април (3 април според стария руски календар) 1917 г. Ленин пристига с влак на Финландската гара в Санкт Петербург и е посрещнат бурно.

## Тезисите
Априлските тезиси за първи път са обявени в речи на две събирания на 17 април 1917 г. (4 април според стария руски календар). Някои смятат, че Ленин ги основава на Теорията за перманентната революция на Лев Троцки. Впоследствие са публикувани в болшевишкия вестник Правда. В тези Тезиси Ленин:
1. Осъжда временното правителство като буржоазно и призовава към „никаква подкрепа“ за него, тъй като „трябва да бъде изяснена пълната фалшификация на всичките му обещания“. Той осъжда Първата световна война като „хищническа империалистическа война“ и „революционно защитничество“ на чуждите социално-демократически партии, настоявайки за революционен дефетизъм.
2. Утвърждава, че Русия „преминава от първия стадий на революция, който, дължейки се на недостатъчното класово съзнание и организация на пролетариата, дава властта в ръцете на буржоазията – към своя втори стадий, който трябва да даде властта в ръцете на пролетариата и на най-бедните слоеве на селячеството“;
3. Признава, че болшевиките са малцинство в повечето от съветите срещу 'блок на всички дребнобуржоазни опортюнистични елементи, от социалистите-кадети и социалистите-революционери до членовете на Организационния комитет (Чхеидзе, Церетели, т.н.), Стеклов, и т.н., и т.н., които са се предали на влиянието на буржоазията и разпростират това влияние сред пролетариата.'
4. Не [за] парламентарна република [трябва да се борим]..., а [за] република на Съветите на работническите, ратайските и селските депутати [СРРСД] по цялата страна, от долу до горе.
5. Настоява за премахване на полицията, войската, чиновничеството [тоест въвеждане на всеобщо въоръжаване на народа на мястото на постоянните въоръжени сили, ръководени от държавата] и да се въведе „заплащане на всички чиновници – при [задължителна] изборност и сменяемост на всички тях по всяко време – не по-високо от средната заплата на добър работник“.
6. Настоява за конфискация на всички помешчически земи. [Да се пристъпи към] национализация на цялата [обработваема] земя, [която да се отдаде под] разпореждане на местните [СРРСД]. Организация на отделните съвети от бедни селяни. Установяване на ферми във всяко от големите имения (вариращи по размер от 100 до 300 десетини, според местните и други условия и според решенията на местните съвети).“
7. Настоява незабавно [да се пристъпи към] сливане на всички банки в страната в една общонационална банка и над нея [да се въведе] контрол на [СРРСД].
8. Не „въвеждането“ на социализма е нашата непосредствена задача, а незабавен преход към [повсеместен] контрол на [СРРСД] върху общественото производство и разпределението на продукцията.
9. Задачите на партията [са] а) незабавен конгрес на партията; б) промяна на партийната програма, [в която] главното [трябва да бъде]: 1. За империализма и империалистическата война; 2. За отношението към държавата и нашето искане за „държава-комуна“ [чиито първообраз е Парижката комуна]; 3. Поправяне на остарялата програма-минимум; в) Промяна на името на партията. Ленин отбелязва, че "вместо „Социална демокрация“, чийто официални лидери са предали социализма пред света и дезертирали към буржоазията ('пораженците' и колебливите 'кауцкисти'), ние трябва да се наречем комунистическа партия." Смяната на името ще отдели болшевиките от социално-демократическите партии в Европа, които подкрепят участието на техните нации в Първата световна война. Ленин за първи път развива тази гледна точка в своя памфлет от 1915 г. „Социализъм и война“, когато за първи път нарича ориентираните в подкрепа на войната социалдемократи „социални шовинисти“. Името на партията е сменено на комунистическа на 8 март 1918 г.
10. Настоява за нов „революционен Интернационал, Интернационал против социалните шовинисти и против 'Центъра'“. Този Интернационал се превръща в Коминтерна (Трети Интернационал), който е създаден през 1919 г.

## Възприемане
След Февруарската революция болшевишките лидери, връщащи се от изгнание (такива като Лев Каменев, който смята че Русия не е узряла за социалистическа революция) настояват за по-умерена линия, че руската намеса във войната може да бъде оправдана и че трябва да има сътрудничество с либералите във временното правителство. Аргументите на Ленин обаче отразяват тези направени от водещи болшевики като Александър Шляпников в Петроград по време на Февруарската революция.
Тезисите са публикувани на 7 (20) април 1917 във вестник Правда като част от статията на Ленин „За задачите на пролетариата в сегашната революция“, но още на следващия ден Каменев публикува статия-отговор „Нашите разногласия“, в която подчертава, че Априлските тезиси са лично мнение на Ленин. Според него ленинската схема е неприемлива, тъй като изхожда от предпоставката, че буржоазно-демократическата революция е завършена. В същия ден се провежда дискусия по тезисите на заседание на Петербургския болшевишки комитет и е решено тя да продължи в районните организации. Самият Ленин пише, че и тезисите, и докладът му са предизвикали разногласия сред болшевиките и в самата редакция на в. Правда. Въпреки това той не се отказва и настойчиво продължава да разяснява идеите си и успява да убеди болшевиките с аргументите си, така както са поставени в Априлските тезиси и те осигуряват голяма част от идеологическата основа, която по-късно ще доведе до Октомврийската революция.

## На български език
- Ленин, В. Априлски тезиси, Изд. на БКП, 1953, 1955